# Năm tháng vội vã
Năm tháng vội vã (Tiếng Trung: 匆匆那年, tiếng Anh: Back in time), được chuyển thể từ tiểu thuyết cùng tên bán chạy nhất của Cửu Dạ Hồi, do Diêu Đình Đình làm đạo diễn, với sự diễn xuất của Dương Lặc, Hà Hoằng San, Bạch Kính Đình, Thái Văn Tịnh, Đỗ Duy Hãn. Cốt truyện chính là câu chuyện tình yêu giữa Phương Hồi và Trần Tầm, bộ phim đã miêu tả tình cảm và cuộc sống của thế hệ những năm 80, gợi lên cho người xem sự trong sáng và những kỷ niệm tuyệt vời của thời kì đó. Từ 30 tháng 7 năm 2014, phiên bản điện ảnh đã được công chiếu ở các rạp tại Bắc Kinh, Quảng Châu, Thẩm Dương, Thành Đô và Trịnh Châu. Từ 4 tháng 8 cùng năm, phiên bản truyền hình được Sohu độc quyền phát sóng.

## Nội dung
"Năm tháng vội vã" kể về quá trình trưởng thành và diễn biến tâm trạng của thế hệ thanh niên sinh năm 80 gồm Trần Tầm, Phương Hồi, Kiều Nhiên, Lâm Gia Mạt và Triệu Diệp sau khi giải quyết các mâu thuẫn đã trở thành bạn bè. Câu chuyện xen kẽ giữa tình yêu của các nhân vật chính và tình bạn của 5 người với sự trong sáng, nhiệt huyết của tuổi trẻ. Với sự trưởng thành qua từng giai đoạn, họ sẽ có những cảm xúc gì? Liệu tình bạn vẫn nguyên vẹn? Đây là một hành trình ký ức giống như những cuốn phim đã ố vàng và mông lung dần, Trần Tầm đi tìm kiếm những hồi ức rồi nhớ lại.

## Diễn viên
- Bành Vu Yến vai Trần Tầm
- Hà Hoằng San vai Phương Hồi
- Bạch Kính Đình vai Kiều Nhiên
- Thái Văn Tịnh vai Lâm Gia Mạt
- Đỗ Duy Hãn vai Triệu Diệp
- Tần Ngữ vai Thẩm Hiểu Đường
- Vương Tranh vai Tô Khải
- Tô Hâm vai Tống Ninh
- Phương Văn Cường vai Vương Sâm Chiêu
- Lận Thủy Tịnh vai Quảng Cường

## Nhạc phim
| Loại     | Ca khúc                          | Tựa đề tiếng Trung   | Phổ nhạc         | Phổ lời                             | Thể hiện                              | Tập sử dụng |
| -------- | -------------------------------- | -------------------- | ---------------- | ----------------------------------- | ------------------------------------- | ----------- |
| Nhạc kết | Một con đường                    | 一路                 | Đỗ Giai Tuyên    | Lưu Chính Khải, Quan Húc, Thượng Na | Dương Lặc, Bạch Kính Đình, Đỗ Duy Hãn | 1 - 8, 16   |
| Nhạc kết | Anh mong ước                     | 我希望               | Vương Hiểu Thiên | Vương Hiểu Thiên                    | Dương Lặc                             | 11 - 14     |
| Nhạc kết | Một đóa                          | 一朵                 | Triệu Chiếu      | Triệu Chiếu                         | Bạch Kính Đình                        | 9, 15       |
| Nhạc kết | Tôi chính là thích cô gái như em | 我就喜欢你这样的丫头 | Triệu Chiếu      | Triệu Chiếu                         | Đỗ Duy Hãn                            | 10          |

## Giải thưởng
| Năm  | Lễ trao giải                                             | Giải thưởng                                                      | Kết quả   | Tham khảo |
| ---- | -------------------------------------------------------- | ---------------------------------------------------------------- | --------- | --------- |
| 2014 | Liên hoan phim Hoành Điếm                                | Phim chiếu mạng hay nhất                                         | Đoạt giải | [ 6 ]     |
| 2015 | Hội nghị Nghe nhìn Internet Trung Quốc lần thứ 3 (CIAVC) | Tác phẩm nghe nhìn trên Internet xuất sắc (Nhóm phim chính kịch) | Đoạt giải | [ 7 ]     |